# Federação Portuguesa de Taekwondo
Die Federação Portuguesa de Taekwondo (FPTKD) ist der Dachverband für Taekwondo in Portugal. Sie hat ihren Sitz in der Rua dos Correeiros Nummer 221, in der Lissaboner Stadtgemeinde São Nicolau.
Die FPTKD ist Mitglied u. a. im Weltverband World Taekwondo Federation (WTF), Gründungsmitglied der European Taekwondo Union (ETU), des portugiesischen Sport-Dachverbands Confederação do Desporto de Portugal, und Mitglied im Comité Olímpico de Portugal, dem Nationalen Olympischen Komitee Portugals.
Ihr Leistungszentrum (Centro de Alto Rendimento) unterhält die FPTKD in Vila Nova de Gaia.

## Geschichte
Taekwondo kam 1974 nach Portugal, als Großmeister David Chung Sun Yong beim Sporting Clube de Portugal den Sport einführte. Heute wird er in 140 Taekwondo-Schulen im Land praktiziert.(Stand September 2015).
Die FPTKD gründete sich 1992 in Lissabon.

## Persönlichkeiten
- Rui Bragança (* 1991), Silber bei den Taekwondo-Weltmeisterschaften 2011
- Mário Silva (* 1993), Bronze bei den Taekwondo-Europameisterschaften 2012
- Joana Cunha (* 1994), Gold bei der U21-Europameisterschaft in Innsbruck 2014 und bei den Jogos da Lusofonia 2014 in Goa
- Júlio Ferreira (* 1994), Bronze bei den Europaspielen 2015 und Gold bei den Jogos da Lusofonia 2014 in Goa

## Organisationsstruktur
Präsident ist José Luís Resende Ferreira e Sousa (Stand September 2015). Die FPTKD gliedert sich organisatorisch in sieben Abteilungen:
- Departamento Técnico (technischer Bereich)
- Departamento Formação (Ausbildung)
- Departamento desportivo (sportlicher Bereich)
- Departamento Médico e Investigação (Medizinische und wissenschaftliche Abteilung)
- Selecções de Poomsae (Poomse-Auswahlen)
- Selecções de Combates (Wettkampfmannschaften)
- Conselho de Arbitragem (Schiedsrat)

Der Verband untergliedert sich in 15 Regionalverbände und vier Fachverbände:
Regionalverbände
- Associação de Taekwondo da Madeira (Autonome Region Madeira)
- Associação de Taekwondo de Braga (Distrikt Braga)
- Associação de Taekwondo de Leiria (Distrikt Leiria)
- Associação de Taekwondo de Lisboa (Distrikt Lissabon)
- Associação de Taekwondo de Santarém (Distrikt Santarém)
- Associação de Taekwondo do Distrito de Beja (Distrikt Beja)
- Associação de Taekwondo do Distrito de Castelo Branco (Distrikt Castelo Branco)
- Associação de Taekwondo do Distrito de Évora (Distrikt Évora)
- Associação de Taekwondo do Distrito de Faro (Distrikt Faro)
- Associação de Taekwondo do Distrito de Setúbal (Distrikt Setúbal)
- Associação de Taekwondo do Distrito de Vila Real (Distrikt Vila Real)
- Associação de Taekwondo do Distrito do Porto (Distrikt Porto)
- Associação Distrital de Taekwondo da Guarda (Distrikt Guarda)
- Associação Distrital de Taekwondo de Aveiro (Distrikt Aveiro)
- Associação Distrital de Taekwondo de Coimbra (Distrikt Coimbra)

Fachverbände
- Associação de Atletas de Taekwondo (Sportlerverband)
- Associação Portuguesa de Árbitros de Taekwondo (Schiedsrichterverband)
- Associação Portuguesa de Treinadores de Taekwondo (Trainerverband)
- Atletas em Regime de Alta Competição (Verband der Taekwondo-Leistungssportler)